# Provocateur - La spia
Provocateur - La spia (Provocateur) è un film del 1998 diretto da Jim Donovan.

## Trama
Sook-hee è una spia nordcoreana incaricata dal governo di infiltrarsi come governante in una base della Corea del Sud, con lo scopo di carpire importanti informazioni militari. La donna – sotto il falso nome di Miya – inizia quindi a vivere in casa del colonnello Finn, dove tuttavia giunge a innamorarsi del figlio Chris. In seguito Sook-hee, non potendo più continuare a fare il doppio gioco, sceglierà volontariamente la morte.

## Distribuzione
Negli Stati Uniti Provocateur - La spia è stato pubblicato direttamente in VHS, il 19 maggio 1998; il film ha ricevuto una medesima distribuzione in Italia nel 1999, a cura di Cecchi Gori.